# Élections législatives guatémaltèques de 2023
Les élections législatives guatémaltèques de 2023 se déroulent le 25 juin 2023 afin de renouveler les 160 députés du Congrès de la République du Guatemala. Une élection présidentielle et des municipales ont lieu simultanément.

## Système électoral
Le Guatemala est doté d'un parlement unicaméral, le Congrès de la République, dont les 160 sièges sont pourvus pour quatre ans au scrutin proportionnel plurinominal avec listes fermées.
Sur ce total, 128 sièges sont à pourvoir dans 11 circonscriptions électorales plurinominales regroupant un ou plusieurs départements, à l'exception du département de la capitale Guatemala, qui est divisé entre ville et province. Les 32 sièges restants sont quant à eux pourvus dans une unique circonscription nationale. Dans les deux cas, la répartition des sièges après décompte des suffrages se fait selon la méthode D'Hondt, sans recours à un seuil électoral.
Il s'agit des premières élections depuis le regroupement en 2019 de la plupart des départements au sein d'un nombre plus restreint de circonscriptions, leurs limites correspondant jusqu'alors à celles des 22 départements, à l'exception de la capitale, qui était déjà divisée en deux,.

## Résultats
|                          |                                                     |                 |                 |                 |                 |           |           |           |              |               |
| Partis                   | Partis                                              | Liste nationale | Liste nationale | Liste nationale | Liste nationale | Districts | Districts | Districts | Total sièges | +/-           |
| Partis                   | Partis                                              | Voix            | %               | +/-             | Sièges          | Voix      | %         | Sièges    | Total sièges | +/-           |
|                          | Vamos                                               | 628 126         | 11,33           | 3,36            | 6               |           |           | 33        | 39           | 23            |
|                          | Union nationale de l'espérance                      | 538 018         | 9,70            | 8,11            | 5               |           |           | 23        | 28           | 26            |
|                          | Semilla                                             | 488 692         | 8,82            | 3,56            | 5               |           |           | 18        | 23           | 16            |
|                          | Cabal                                               | 371 215         | 6,70            | Nv              | 3               |           |           | 15        | 18           | 18            |
|                          | Vision avec valeurs                                 | 288 546         | 5,20            | 0,5             | 3               |           |           | 8         | 11           | 4             |
|                          | Valor-Parti unioniste                               | 229 861         | 4,15            | 3,35            | 2               |           |           | 10        | 12           | en stagnation |
|                          | Volonté, opportunité et solidarité                  | 186 438         | 3,36            | Nv              | 1               |           |           | 3         | 4            | 4             |
|                          | Todos                                               | 169 101         | 3,05            | 1,35            | 1               |           |           | 5         | 6            | 1             |
|                          | Unité révolutionnaire nationale guatémaltèque-Winaq | 133 694         | 2,41            | 3,88            | 1               |           |           | 0         | 1            | 6             |
|                          | Nous                                                | 131 217         | 2,37            | Nv              | 1               |           |           | 2         | 3            | 3             |
|                          | Victoire                                            | 124 946         | 2,25            | 0,27            | 1               |           |           | 2         | 3            | en stagnation |
|                          | Bien-être national                                  | 112 742         | 2,03            | 2,79            | 1               |           |           | 3         | 4            | 4             |
|                          | Parti bleu                                          | 98 487          | 1,78            | Nv              | 1               |           |           | 1         | 2            | 2             |
|                          | Communauté de l'éléphant                            | 95 435          | 1,72            | Nv              | 1               |           |           | 1         | 2            | 2             |
|                          | Podemos                                             | 86 475          | 1,56            | 0,12            | 0               |           |           | 0         | 0            | 1             |
|                          | Engagement, renouveau et ordre                      | 84 667          | 1,53            | 2,88            | 0               |           |           | 3         | 3            | 3             |
|                          | Mouvement pour la libération des peuples            | 74 802          | 1,35            | 1,67            | 0               |           |           | 0         | 0            | 1             |
|                          | Parti humaniste                                     | 61 564          | 1,11            | 3,56            | 0               |           |           | 0         | 0            | 6             |
|                          | Changement                                          | 52 754          | 0,95            | Nv              | 0               |           |           | 1         | 1            | 1             |
|                          | Parti de l'avance nationale                         | 45 940          | 0,83            | 1,9             | 0               |           |           | 0         | 0            | 2             |
|                          | Ma famille                                          | 45 402          | 0,82            | Nv              | 0               |           |           | 0         | 0            | en stagnation |
|                          | Union républicaine                                  | 34 982          | 0,63            | Nv              | 0               |           |           | 0         | 0            | en stagnation |
|                          | Front de convergence nationale                      | 28 827          | 0,52            | 4,7             | 0               |           |           | 0         | 0            | 8             |
|                          | Parti du peuple guatémaltèque                       | 23 837          | 0,43            | Nv              | 0               |           |           | 0         | 0            | en stagnation |
|                          | Parti républicain                                   | 21 658          | 0,39            | Nv              | 0               |           |           | 0         | 0            | en stagnation |
|                          | Parti de l'intégration nationale                    | 13 927          | 0,25            | Nv              | 0               |           |           | 0         | 0            | en stagnation |
|                          |                                                     |                 |                 |                 |                 |           |           |           |              |               |
| Suffrages exprimés       | Suffrages exprimés                                  | 4 171 353       | 75,24           |                 |                 |           |           |           |              |               |
| Votes invalides          | Votes invalides                                     | 827 755         | 14,93           |                 |                 |           |           |           |              |               |
| Votes blancs             | Votes blancs                                        | 544 815         | 9,83            |                 |                 |           |           |           |              |               |
| Total                    | Total                                               | 5 543 923       | 100             | –               | 32              |           | 100       | 128       | 160          | en stagnation |
| Abstentions              | Abstentions                                         | 3 602 142       | 39,38           |                 |                 |           |           |           |              |               |
| Inscrits / participation | Inscrits / participation                            | 9 146 065       | 60,62           | 9 361 068       |                 |           |           |           |              |               |